# Gary Elkerton
Gary Elkerton (nascido em 21 de agosto de 1964), conhecido como Kong, é um surfista australiano, três vezes campeão mundial master (2000-2001, 2003), três vezes vice-campeão mundial profissional (1987, 1990, 1993), duas vezes campeão da Tríplice Coroa Havaiana (1987, 1989)  e campeão amador australiano (1984). Ele é considerado um icônico surfista de ondas grandes e é altamente respeitado pelos seus colegas pelo seu estilo de surfe único e poderoso. Em 2009, Gary foi introduzido no Australian Surfing Hall of Fame.

## Juventude
Elkerton nasceu em Ballina, norte da Nova Gales do Sul, o primeiro filho de Keith e Joan. Os Elkerton possuíam uma traineira de pesca de camarão que ia de Karumba, no Golfo de Carpentaria, ao longo da Grande Barreira de Corais até os portos fluviais do norte de NSW. Gary deu os seus primeiros passos no convés do barco e foi principalmente educado em casa no mar durante os seus primeiros anos, apesar das tentativas fracassadas e de curta duração de educação convencional .
O primeiro surf de Elkerton foi em Kingscliff, em NSW, aos nove anos. Graças a um senso de equilíbrio inato adquirido ao crescer em uma traineira, ele foi capaz de se levantar e virar imediatamente, evitando assim os processos usuais de aprendizagem. A sua prancha de surf juntou-se a uma minibike de motocross no porão do barco da família e ambas eram utilizadas fanaticamente sempre que havia oportunidade em vários portos de escala.
Após a chegada dos seus irmãos mais novos, David e Bernadette, os seus pais optaram por se estabelecer em um local que fornecesse um ancoradouro seguro e permanente para o seu negócio de camarão. Mooloolaba em Queensland's Sunshine Coast foi selecionado. A casa da família era uma caravana em um parque de caravanas à beira-mar, não muito longe do cais. Elkerton, de onze anos, tinha acesso direto às ondas de uma pequena baía isolada a dez metros da sua porta. Ao se matricular na sexta série na vizinha Escola Primária de Mooloolaba, ele recebeu o apelido de 'King Kong' em referência ao seu corpo grande. Com o tempo, foi encurtado para 'Kong'. A praia ao lado dos Elkertons ficou conhecida como 'Kong's Cove'.
Elkerton juntou-se ao clube boardriders local - North Shore Boardriders - e logo começou a impressionar nas competições com a sua técnica excepcionalmente poderosa. O ensino médio era rotineiramente interrompido em favor do surfe. Por fim, ele foi suspenso da Maroochydore High School por evasão inveterada, após o que Keith Elkerton insistiu que seu filho de quatorze anos começasse a trabalhar em tempo integral como marinheiro a bordo da traineira. Gary passou os dois anos e meio seguintes mergulhando do convés da traineira e surfando sozinho nas remotas ondas do oceano aberto infestadas de tubarões da Grande Barreira de Corais e nas isoladas ilhas de areia da costa de Queensland. Em 1980, ele alcançou um sucesso significativo como surfista júnior de competição durante as suas férias na traineira, tanto que ganhou seu primeiro de vários títulos de Queensland. Incentivado por patrocínios de marcas emergentes de surfe Quiksilver e Rip Curl, e reconhecendo o seu desempenho pouco dedicado como pescador de traineira de camarão; os Elkerton decidiram que Gary deveria seguir a carreira de surfista, em vez de permanecer no negócio da família.

## Início de carreira
Elkerton ganhou muitos títulos amadores e profissionais de prestígio na Austrália ao longo dos anos 1980–1984, incluindo vários Queensland Junior e Open, o Cue Cola e JJJ Pro Juniors, o Jesus Classic Pro-Am e o Australian Open Amador. O campeão mundial de 1978, Wayne 'Rabbit' Bartholomew, tornou-se um mentor, confidente e amigo ao longo da vida durante o período. Ele também desenvolveu uma estreita amizade com o fundador da Quiksilver Al Green, que financiou viagens para o Havaí e Grajagan, Java, Indonésia (onde uma quebra de recife externa também foi apelidada de "Kong's"). O filme do cineasta havaiano Jack McCoy de Gary durante essas primeiras viagens de surfe e as campanhas publicitárias de Quiksilver fizeram com que "Kong" ganhasse notoriedade pela sua bravura matadora em ondas grandes, seu baixo torque corporal e suas travessuras festeiras em terra.
Mesmo antes de começar como profissional em tempo integral no ASP World Tour, o logotipo promocional de 'Kong' de Gary (um gorila gigante segurando uma prancha de surfe com o punho cerrado) rapidamente se tornou sinônimo de surfe impetuoso e explosivo e uma atitude distintamente rebelde contra regras e normas sociais. Kong era tão conhecido pelos seus excessos pessoais e suas amizades com músicos de rock e pop, quanto por suas ondas .
Em 1982 e 1983, ele passou quatro meses em Oahu, Havaí, mergulhando na cultura local, tradições e tradição do surfe. Graças às apresentações feitas por Al Green da Quiksilver, Jeff Hakman e Mike Miller, Elkerton e seu melhor amigo James 'Chappy' Jennings, foram assistidos por muitos habitantes locais do Havaí, como Mickey Neilsen, David Kahanamoku, Darrick Doerner e outros, em aclimatação aos picos de surf temíveis da ilha. Essa primeira tutoria explica os sucessos posteriores de Gary em Waimea Bay, Banzai Pipeline e - em particular - sua fama em Sunset Beach .
Elkerton, o competidor, foi movido pela necessidade de ser campeão mundial. A sua intenção era reivindicar um título mundial amador antes de embarcar como profissional em tempo integral no ASP Pro Tour. Lesões em 1982 e o fracasso de estrangeiros em impactar os Títulos Mundiais Amadores de 1984 na Califórnia interromperam o plano; então ele se juntou ao Pro Tour no meio da temporada de 84, não como Campeão Mundial Amador, mas como um novato com o perfil mais alto possível.

## Carreira profissional
Os 12 anos de Elkerton no ASP Pro Tour foram caracterizados por altos e baixos dramáticos. Um elemento fixo entre os cinco melhores surfistas do mundo, ele foi vice-campeão mundial três vezes ('87, '90, '93). Em 1987, ele foi derrotado pelo título mundial no último evento do ano pelo compatriota australiano Damien Hardman na praia de North Steyne em Sydney em uma chamada de interferência técnica. Em 90, Elkerton teve negada a chance de desafiar Tom Curren da Califórnia pelo título mundial no último evento em Sunset Beach, devido a uma interferência (drop-in) de Michael Ho do Havaí no penúltimo evento, o Pipeline Masters . Em 1993, um duelo épico de um ano pelo título mundial entre Gary e o irmão de Ho, Derek, terminou com uma vitória apertada para o havaiano em uma das últimas baterias do ano.  A proximidade, a controvérsia e o tumulto associados a essas decepções valeram-lhe o apelido de 'melhor surfista que nunca ganhou o título mundial' .
No entanto, a decepção foi contrabalançada por conquistas significativas. Elkerton venceu eventos Pro Tour em todo o mundo, mas seu legado foi feito no Havaí. Seu segundo lugar, atrás do imortal Mark Richards, no Billabong Pro de 1986, disputado a 30 pés de Waimea Bay (e também em Sunset Beach), é considerado um dos melhores concursos ASP de todos os tempos. Ele também foi o primeiro não havaiano a vencer a série Hawaiian Triple Crown (duas vezes, em 86 e 89) e é o único surfista profissional a vencer dois eventos consecutivos em Sunset Beach (o Hardrock Café Pro e o Billabong Pro, ' 87). Ele também foi campeão do Pipeline Masters em '89 .
Em 1987, uma separação com o patrocinador de longa data Quiksliver e uma decisão de se separar da sua imagem de irreverente festeiro fez com que Elkerton fizesse um esforço concentrado para abandonar o apelido de 'Kong'. Ele persistiu em suas tentativas de se divorciar de seu alter-ego, até mesmo emitindo comunicados à imprensa e solicitações legais. Eventualmente, ele abraçou a realidade de que a fraternidade do surf e a comunidade esportiva em geral sempre pensariam nele afetuosamente como 'Kong' .
Até sua aposentadoria do Pro Tour no final da temporada de 1996, Elkerton era considerado um eterno favorito para vencer competições em ondas grandes ou poderosas. Seu último destaque no Tour foi em Grajagan em 1996. Ele venceu a super estrela em ascensão Kelly Slater na semifinal ao marcar uma bateria de dez pontos perfeita.
A reputação de Kong como adversário ferozmente competitivo e referência em táticas agressivas foi conquistada contra rivais de longa data e contemporâneos como Tom Curren, Derek Ho, Cheyne Horan, Tom Carroll, Martin Potter, Mark Occhilupo e Kelly Slater.
Em 2000, Elkerton finalmente conquistou o título mundial ao derrotar muitos dos seus rivais de carreira no concurso World Masters em Lafetania, França. Ele defendeu o seu título mundial com sucesso em '01 ( Bundoran, Irlanda) e '03 ( Makaha, Oahu, Havaí).

## Vida pessoal
Em 1984, Elkerton conheceu a modelo local Pascale Roby em Lacanau, França. O casal casou-se em 1987 e se divorciou em 2000. De 1986 a 2005, Gary residiu em Lacanau ou Seignosse, França. Ele agora voltou para onde tudo começou para ele e atualmente mora onde ele chama de 'casa' Alexandra Headland na Sunshine Coast, Queensland.
Ele é um motard de motocross altamente qualificado e foi um competidor de sucesso em eventos de cross-boarding (surf e snowboard).
Seu surfe está registrdo em filmes como Kong's Island, Mad Wax e The Performers I & II .
Em sua fase de vida pós-competição, Kong tem vários interesses comerciais. Ele mantém um profundo envolvimento com o surfe por meio de seu papel como anfitrião de tours de surf especializados de 'Kong' e como treinador de surfistas de elite como Bede Durbidge, e como embaixador da marca Mt Woodgee Surfboards .
Elkerton completou uma autobiografia com o escritor da Gold Coast, Peter McGuinness. Kong: A Vida e os Tempos de uma Lenda do Surf é publicado pela Harper Collins.